# NAIRU
A NAIRU Milton Friedman által feltételezett „természetes munkanélküliségi ráta”, a „nem gyorsuló inflációval járó munkanélküliségi ráta”, az angol Non Accelerating Rate of Inflation rövidítése. A monetarista közgazdaságtan fontos alkotóeleme.

## Kritikák
A NAIRU-val kapcsolatosan számos kritikát fogalmaztak meg. A posztkeynesiánusok például azt kérik számon rajta, hogy nem egzakt tudományos fogalom, mert lehetetlen megállapítani a pontos értékét.
Mivel a pénzteremtés a valóságban nem exogén, hanem endogén, azaz a kereskedelmi bankok határozzák meg annak mértékét hitelnyújtásukkal, ezért a monetarizmus a gyakorlatban megvalósíthatatlan elmélet.